# Lac Elsa
Pour les articles homonymes, voir Elsa.
Le lac Elsa est un lac de l'île principale des îles Kerguelen, dans les Terres australes et antarctiques françaises (TAAF). Il est situé sur le plateau Central à 102 mètres d'altitude.